# Polarkreis 18
Polarkreis 18 — немецкая поп-группа из Дрездена, Саксония. Участники группы познакомились в 1998-ом году в школе, где они образовали группу Jack of all Trades. Позже, в 2004-м группа была переименована в Polarkreis 18. Музыкальные направления группы — поп, синти-поп и индитроника. Их дискография включает в себя альбомы Polarkreis 18 и более новый The Colour Of Snow с синглом "Allein Allein" (с нем. — «Одни, одни»), который занимал первую строчку в немецком топе ста лучших синглов Media Control Charts от 31 октября 2008-го до 4 декабря 2008 года. Летом 2011 года группу покидает Сильвестер Венцель.В 2012 году на официальном сайте группа объявила о перерыве и создании новых проектов.  Четверо участников группы (кроме Феликса Ройбера) совместно с Кристианом Фриделем основали группу Woods Of Birnam.

## Дискография

### Альбомы
| Год  | Название           | Позиция в чарте | Позиция в чарте | Позиция в чарте |
| Год  | Название           | DE              | AT              | CH              |
| ---- | ------------------ | --------------- | --------------- | --------------- |
| 2007 | Polarkreis 18      | 96              | -               | -               |
| 2008 | The Colour Of Snow | 14              | -               | 62              |
| 2010 | Frei               | 73              | -               | -               |

### Синглы
| Год  | Название            | Позиция в чарте | Позиция в чарте | Позиция в чарте | Позиция в чарте | Позиция в чарте | Позиция в чарте | Позиция в чарте | Позиция в чарте | Альбом             |
| Год  | Название            | DE              | AT              | CH              | DK              | BE              | NL              | EU              | ISR             | Альбом             |
| ---- | ------------------- | --------------- | --------------- | --------------- | --------------- | --------------- | --------------- | --------------- | --------------- | ------------------ |
| 2008 | Allein, Allein1, 2  | 1               | 2               | 7               | 3               | 5               | 61              | 11              | 2               | The Colour of Snow |
| 2009 | The Colour of Snow  | 5               | 38              | -               | -               | -               | -               | 34              | -               | The Colour of Snow |
| 2009 | Happy Go Lucky      | 72              | -               | -               | -               | -               | -               | -               | -               | The Colour of Snow |
| 2010 | Unendliche Sinfonie | 32              | -               | -               | -               | -               | -               | -               | -               | Frei               |

1 Датская группа Nephew сделала ремикс на песню. Ремикс получил название "Allein, Alene". ("Одни" по-немецки и по-датски).
2 В Германии в списке самых продаваемых треков эта песня была на 13-м месте в 2008 году и на 15-м в 2009-м. Среди всех песен, вышедших в Германии с 2000-го по 2009 год, трек "Allein, Allein" был на 5-м месте по продаваемости.